# أ. ر. جونسون

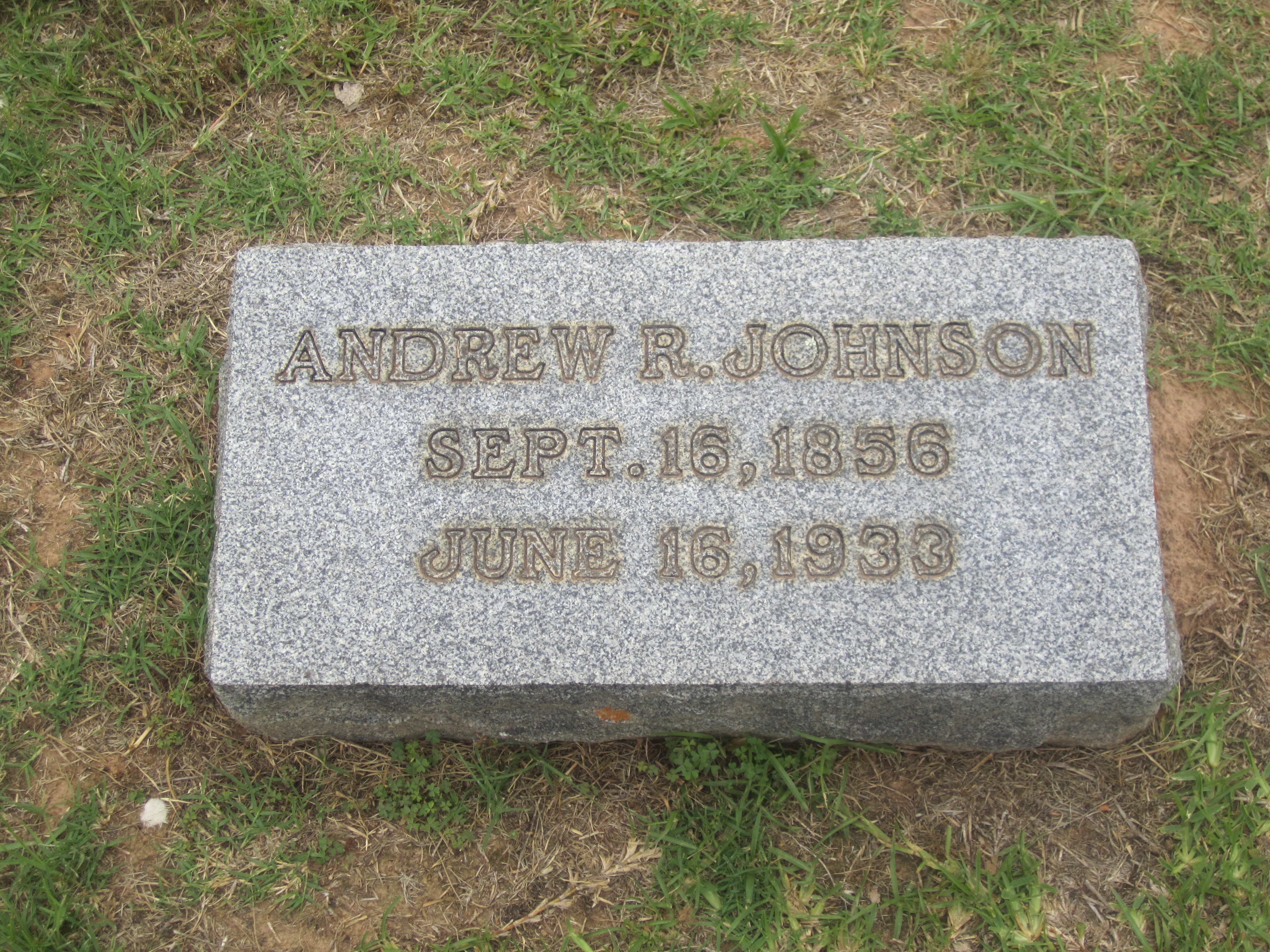
قبر أ. ر. جونسون، كوشاتا، لويزيانا

أ. ر. جونسون هو صحفي ومدرس وسياسي أمريكي، ولد في 8 سبتمبر 1856 في ديدفيل في الولايات المتحدة، وتوفي في 16 يونيو 1933. نشط حزبياً في الحزب الديمقراطي. وقد انتخب عضو مجلس ولاية لويزيانا ‏.